# Mittois
Mittois település Franciaországban, Calvados megyében. Lakosainak száma 133 fő (2018. január 1.). Mittois Boissey, Hiéville, Saint-Georges-en-Auge, Sainte-Marguerite-de-Viette és L’Oudon községekkel határos.

## Népesség
A település népességének változása:
| Lakosok száma | 196  | 174  | 175  | 173  | 156  | 164  | 159  | 144  | 137  | 133  |
|               | 1968 | 1975 | 1982 | 1990 | 1999 | 2011 | 2013 | 2015 | 2017 | 2018 |